# Epicarpo
Em botânica, chama-se epicarpo ou exocarpo à parte externa ou epiderme dos frutos das angiospérmicas, a porção mais superficial do pericarpo.